# Taysan
Taysan là một đô thị cấp bốn ở tỉnh Batangas, Philippines. Theo điều tra dân số năm 2000, đô thị này có dân số 29.836 người trong 5.823 hộ.

## Barangays
Taysan, về mặt hành chính, được chia thành 20 khu phố (barangay).
| - Bacao - Bilogo - Bukal - Dagatan - Guinhawa - Laurel - Mabayabas - Mahanadiong - Mapulo - Mataas Na Lupa | - Pag-Asa - Panghayaan - Piña - Pinagbayanan - Poblacion Đ - Poblacion West - San Isidro - San Marcelino - Sto. Niño - Tilambo |